# Justine Henin
Justine Henin (Liège, 1982. június 1. –) egykori világelső, olimpiai bajnok, visszavonult belga teniszezőnő.
Hétszeres egyéni Grand Slam-győztes: négyszer nyert a Roland Garroson (2003, 2005, 2006, 2007), kétszer a US Openen (2003, 2007), egyszer az Australian Openen (2004). Csak Wimbledonban nem sikerült győznie, pedig két döntőt is játszott (2001, 2006). Összesen 43 WTA-tornát nyert, kétszer megnyerte az évzáró világbajnokságot is. A 2004-es athéni olimpián egyéniben aranyérmet szerzett.
2008. május 14-én a sportvilág nagy meglepetésére bejelentette visszavonulását. Ő a legelső teniszező, aki világelsőként vonult vissza. 2008-ban megkapta "Az év női sportolója" Laureus-díjat. 2009. szeptember 22-én bejelentette, hogy 2010-től visszatér, néhány hónappal később pedig arról is beszélt, hogy a 2012-es londoni olimpiáig mindenképpen folytatja pályafutását.
Henin legerősebb fegyverének – a John McEnroe által a világ legjobbjának nevezett – egykezes fonákját tartják, amely a férfiak között is ritka, a nőknél pedig egészen kivételes ütés. Billie Jean King szerint Henin generációja legjobb teniszezője.
2016-ban az International Tennis Hall of Fame (Teniszhírességek Csarnoka) tagjai közé választották.

## Családi háttere
Justine Henin 1982. június 1-jén született. Két bátyja van, David és Thomas, illetve egy nővére Sarah. Volt még egy nővére, aki még az ő születése előtt meghalt autóbalesetben.
Amikor Justine Henin kétéves volt, a család elköltözött Rochefortba, itt teniszezett először a helyi klubban.  hatéves korában Henin csatlakozott a Tennis Clubhoz, ahol edzője felfedezte kivételes tehetségét. 1992-ben Henin édesanyjával együtt Párizsba utazott, hogy megnézzék a Roland Garrost. A döntőt Steffi Graf és Szeles Mónika játszotta. Henin a döntőt követően azt mondta, hogy egy nap majd ő is fog itt játszani, és nyerni fog.
2002 novemberében férjhez ment Pierre-Yves Hardenne-hez, akitől azonban 2007 januárjában elvált. Férjezett neve Justine Henin-Hardenne volt.
2007. november 30-án megnyitotta Belgiumban a „Club Justine N1” teniszakadémiát.

## Karrierje
Henin 1995-ben, édesanyja halála után, találkozott edzőjével, Carlos Rodriguezzel. Fejlődése ezután felgyorsult, 1997-ben megnyerte a női junior Roland Garrost. A felnőttek között 2001-ben az elődöntőig jutott a Roland Garroson, párosban szintén az elődöntőig jutott Elena Tatarkovával. Wimbledonban a döntőben elbukott Venus Williamsszel szemben. Ugyanebben az évben hozzásegítette a Fed-kupa megnyeréséhez Belgiumot. Év végére Henin a legjobb 70 közé jutott a világranglistán. 2002-ben négy WTA torna döntőjébe is bejutott, ebből kettőt meg is nyert, és ötödikként fejezte be az évet. 2003-ban Justine megnyerte élete első Grand Slam-tornáját, a Roland Garrost, ahol a döntőben honfitársát, Kim Clijsterst verte 6-0, 6-4-re. Egy évvel később megnyerte második Grand Slam-címét a US Openen, ahol megint Kim Clijsters-szel találkozott, ezúttal 7-5, 6-1-re nyert. Henin 2003. október 19-én átvette a világelsőséget. A 2004-es évet sydneyi győzelemmel kezdte. Ezután tovább folytatta jó teljesítményét, és megnyerte az Australian Opent, Clijsterst verte meg 6-3, 4-6, 6-3-ra. 2004. március 22-én rekordot jelentő 7626 ponttal vezette a világranglistát. Az athéni olimpián bajnoki címet szerzett, a döntőben Amélie Mauresmót győzte le. A 2004-es US Openen a negyedik körben kiesett Nadja Petrova ellenében, ezután időlegesen elvesztette a világranglistán vezető pozícióját. Komolyabban megsérült, betegségek is gyengítették, így hosszú ideig nem játszhatott. Miután visszatért, a 2005-ös évet három salakos torna megnyerésével kezdte, mielőtt elkezdődött volna a Roland Garros, ahol ismét nyerni tudott. Szereplésével csatlakozott Szeles Mónikához azzal, hogy szettveszteség nélkül nyerte meg a Roland Garrost (ez 24-0-s menetelést jelent). Ezzel visszajutott a legjobb a 7. helyre a világranglistán. Wimbledonban azonban meglepetésre már az első körben búcsúzni kényszerült. Év végén a Tennis magazin beválasztotta a világ 40 legjobb teniszezője közé.
2006-ban az évet a sydneyi torna megnyerésével kezdte. Az Australian Openen jól menetelt, egészen a döntőig eljutott, amit azonban fejfájás miatt fel kellett adnia, ezzel ő lett a második Stefan Edberg után, aki Grand Slam-döntőt adott fel. Ezt követően megnyerte a Dubai tornát, ahol Sarapovát győzte le 7-5, 6-4-re. 2003 és 2004 után már harmadszorra nyerte meg a ezt a tornát. Az Indian Wells-i tornán az elődöntőben búcsúzni kényszerült, Jelena Gyementyjevától 2-6, 7-5, 7-5-re kapott ki. Később megnyerte a Világbajnokságot Belgiummal másodszorra. A Roland Garroson a döntőben Kuznyecovával került össze, akit 6-4, 6-4 arányban legyőzött, ezzel négy éven belül háromszor nyerte meg a Roland Garrost. Wimbledonban is sikerült eljutnia a döntőig, de itt Amélie Mauresmo a döntőben 2-6, 6-3, 6-4-re megverte. A US Openen megint a döntőig jutott, ahol ezúttal Marija Sarapova búcsúztatta két szettben. Ezzel Henin lett a második olyan női teniszező Hingis után, aki mind a négy Grand Slam-tornán döntőbe jutott egy éven belül. Henin a 2006-os évet világelsőként zárta, és egy év alatt 4 204 810 millió dollárt keresett.
2007-ben Henin nem játszott az év első tornáin, így Marija Sarapova átvette tőle a világelsőséget. Az idény első tornán, ahol játszott, az elődöntőig jutott, de itt Lucie Šafářová verte meg. Ezután megnyert két keménypályás versenyt. Ezzel visszavette a világelsőséget, és karrierje során már 14 millió dollárt keresett. A Roland Garroson Serena Williamsszel találkozott, akit 6-4, 6-3 arányban vert meg, majd az elődöntőben Jelena Jankovićot győzte le két szettben. A döntőben Ana Ivanovićcsal találkozott, és győzött. Ezt követően megnyerte az eastbourne-i tornát, ez volt Henin első győzelme füvön ebben az évben. Wimbledonban az elődöntőig jutott, ahol meglepetésre Marion Bartoli búcsúztatta egy 1-6, 7-5, 6-1-es mérkőzésen, egy nappal azután, hogy legyőzte Serena Williamst. A US Openen a negyeddöntőben ismét Serena Williams-szel találkozott, majd a következő körben Venus Williamsszel. Miután rajta is sikeresen túljutott, ő lett a világon a második teniszező Hingis után, aki mindkét Williams testvért legyőzte egy tornán. A döntőben Szvetlana Kuznyecova fölött diadalmaskodott. A US Opent követően megnyerte még a stuttgarti és a zürichi tornát is, majd végül a világelsőséget is.
Jól kezdte a 2008-as évet is a sydneyi torna megnyerésével, ahol fiatal riválisát, Ana Ivanovićot győzte le 6-2, 2-6, 6-4 arányban. Az Australian Openen a negyedik körig jutott, ahol az orosz Marija Sarapova búcsúztatta őt meglepően simán, egy 6-4, 6-0-es mérkőzésen. Ez volt Henin második 6-0-s veresége a 2002-es Roland Garros óta. Utolsó tornagyőzelmét Antwerpenben aratta, majd májusban motivációhiányra hivatkozva bejelentette visszavonulását. Ő az első teniszező, aki világelsőként vonult vissza.

## Tornagyőzelmei
| Összesítés                 |                        |
| Grand Slam-torna (7)       |                        |
| Tier I (10)                | Premier Mandatory* (0) |
| Tier II (17)               | Premier Five* (0)      |
| Tier III (3)               | Premier* (1)           |
| Tier IV (1)                | International* (1)     |
| Tier V (0)                 | International* (1)     |
| WTA Tour Championships (2) |                        |
| Olimpia (1)                |                        |

*: 2009-től megváltoztak a tornák típusai
|    | Dátum               | Torna                                     | Borítás          | Ellenfél a döntőben   | Döntő eredménye     |
| 1  | 1999. május 16.     | Flanders Open, Antwerpen                  | Salak            | Sarah Pitkowski       | 6–1, 6–2            |
| 2  | 2001. január 6.     | Thalgo Hardcourts Champ’s, Gold Coast     | Kemény           | Silvia Farina Elia    | 7–6(5), 6–4         |
| 3  | 2001. január 13.    | Canberra International, Canberra          | Kemény           | Sandrine Testud       | 6–2, 6–2            |
| 4  | 2001. június 23.    | Heineken Trophy, ’s-Hertogenbosch         | Fű               | Kim Clijsters         | 6–4, 3–6, 6–3       |
| 5  | 2002. május 12.     | Eurocard German Open, Berlin              | Salak            | Serena Williams       | 6–2, 1–6, 7–6(5)    |
| 6  | 2002. október 27.   | Generali Ladies Linz, Linz                | Szőnyeg (fedett) | Alexandra Stevenson   | 6–3, 6–0            |
| 7  | 2003. február 22.   | Dubai Duty Free Women’s Open, Dubaj       | Kemény           | Szeles Mónika         | 4–6, 7–6(4), 7–5    |
| 8  | 2003. április 13.   | Family Circle Cup, Charleston             | Salak            | Serena Williams       | 6–3, 6–4            |
| 9  | 2003. május 11.     | MasterCard German Open, Berlin            | Salak            | Kim Clijsters         | 6–4, 4–6, 7–5       |
| 10 | 2003. június 7.     | Roland Garros, Párizs                     | Salak            | Kim Clijsters         | 6–0, 6–4            |
| 11 | 2003. augusztus 3.  | Acura Classic, San Diego                  | Kemény           | Kim Clijsters         | 3–6, 6–2, 6–3       |
| 12 | 2003. augusztus 17. | Rogers AT&T Cup, Toronto                  | Kemény           | Lina Krasznoruckaja   | 6–1, 6–0            |
| 13 | 2003. szeptember 7. | US Open, Flushing Meadows                 | Kemény           | Kim Clijsters         | 7–5, 6–1            |
| 14 | 2003. október 19.   | Swisscom Challenge, Zürich                | Kemény (fedett)  | Jelena Dokić          | 6–0, 6–4            |
| 15 | 2004. január 17.    | Adidas International, Sydney              | Kemény           | Amélie Mauresmo       | 6–4, 6–4            |
| 16 | 2004. január 31.    | Australian Open, Melbourne                | Kemény           | Kim Clijsters         | 6–3, 4–6, 6–3       |
| 17 | 2004. február 28.   | Dubai Duty Free Women’s Open, Dubaj       | Kemény           | Szvetlana Kuznyecova  | 7–6(3), 6–3         |
| 18 | 2004. március 21.   | Pacific Life Open, Indian Wells           | Kemény           | Lindsay Davenport     | 6–1, 6–4            |
| 19 | 2004. augusztus 22. | Olimpia, Athén                            | Kemény           | Amélie Mauresmo       | 6–3, 6–3            |
| 20 | 2005. április 17.   | Family Circle Cup, Charleston             | Salak            | Jelena Gyementyjeva   | 7–5, 6–4            |
| 21 | 2005. május 1.      | J&S Cup, Varsó                            | Salak            | Szvetlana Kuznyecova  | 3–6, 6–2, 7–5       |
| 22 | 2005. május 8.      | Qatar Total German Open, Berlin           | Salak            | Nadia Petrova         | 6–3, 4–6, 6–3       |
| 23 | 2005. június 4.     | Roland Garros, Párizs                     | Salak            | Mary Pierce           | 6–1, 6–1            |
| 24 | 2006. január 13.    | Medibank International, Sydney            | Kemény           | Francesca Schiavone   | 4–6, 7–5, 7–5       |
| 25 | 2006. február 26.   | Dubai Duty Free Women’s Open, Dubaj       | Kemény           | Marija Sarapova       | 7–5, 6–2            |
| 26 | 2006. június 10.    | Roland Garros, Párizs                     | Salak            | Szvetlana Kuznyecova  | 6–4, 6–4            |
| 27 | 2006. június 24.    | Hastings Direct Int’l Champ’s, Eastbourne | Fű               | Anasztaszija Miszkina | 4–6, 6–1, 7–6(5)    |
| 28 | 2006. augusztus 26. | Pilot Pen Tennis, New Haven               | Kemény           | Lindsay Davenport     | 6–0, 1–0 feladta    |
| 29 | 2006. november 12.  | Sony Ericsson Championships, Madrid       | Kemény (fedett)  | Amélie Mauresmo       | 6–4, 6–3            |
| 30 | 2007. február 24.   | Dubai Tennis Championships, Dubaj         | Kemény           | Amélie Mauresmo       | 6–4, 7–5            |
| 31 | 2007. március 3.    | Qatar Total Open, Doha                    | Kemény           | Szvetlana Kuznyecova  | 6–4, 6–2            |
| 32 | 2007. május 6.      | J&S Cup, Varsó                            | Salak            | Aljona Bondarenko     | 6–1, 6–3            |
| 33 | 2007. június 8.     | Roland Garros, Párizs                     | Salak            | Ana Ivanović          | 6–1, 6–2            |
| 34 | 2007. június 24.    | Hastings Direct Int’l Champ’s, Eastbourne | Fű               | Amélie Mauresmo       | 7–5, 6–7(4), 7–6(2) |
| 35 | 2007. augusztus 19. | Rogers Cup American Express, Toronto      | Kemény           | Jelena Janković       | 7–6(3), 7–5         |
| 36 | 2007. szeptember 8. | US Open, Flushing Meadows                 | Kemény           | Szvetlana Kuznyecova  | 6–1, 6–3            |
| 37 | 2007. október 7.    | Porsche Tennis Grand Prix, Stuttgart      | Kemény (fedett)  | Tatiana Golovin       | 2–6, 6–2, 6–1       |
| 38 | 2007. október 21.   | Zürich Open, Zürich                       | Kemény (fedett)  | Tatiana Golovin       | 6–4, 6–4            |
| 39 | 2007. november 11.  | Sony Ericsson Championships, Madrid       | Kemény (fedett)  | Marija Sarapova       | 5–7, 7–5, 6–3       |
| 40 | 2008. január 11.    | Medibank International, Sydney            | Kemény           | Szvetlana Kuznyecova  | 4–6, 6–2, 6–4       |
| 41 | 2008. február 17.   | Proximus Diamond Games, Antwerpen         | Kemény (fedett)  | Karin Knapp           | 6–3, 6–3            |
| 42 | 2010. május 2.      | Porsche Tennis Grand Prix, Stuttgart      | Salak (fedett)   | Samantha Stosur       | 6–4, 2–6, 6–1       |
| 43 | 2010. június 19.    | UNICEF Open, ’s-Hertogenbosch             | Fű               | Andrea Petković       | 3–6, 6–3, 6–4       |

## Grand Slam-eredmények
| Grand Slam | Australian Open | Australian Open | Roland Garros | Roland Garros   | Wimbledon     | Wimbledon       | US Open       | US Open         |
| Év         | Eredmény        | Utolsó ellenfél | Eredmény      | Utolsó ellenfél | Eredmény      | Utolsó ellenfél | Eredmény      | Utolsó ellenfél |
| 1999       | –               | –               | 2. kör (1/32) | L. Davenport    | –             | –               | 1. kör (1/64) | Amélie Mauresmo |
| 2000       | 2. kör (1/32)   | Martina Hingis  | –             | –               | 1. kör (1/64) | A. S. Vicario   | 4. kör (1/8)  | L. Davenport    |
| 2001       | 4. kör (1/8)    | Szeles Mónika   | 1/2 döntő     | Kim Clijsters   | Döntő         | Venus Williams  | 4. kör (1/8)  | Serena Williams |
| 2002       | 1/4 döntő       | Kim Clijsters   | 1. kör (1/64) | Kapros Anikó    | 1/2 döntő     | Venus Williams  | 4. kör (1/8)  | D. Hantuchová   |
| 2003       | 1/2 döntő       | Venus Williams  | Győzelem      | Kim Clijsters   | 1/2 döntő     | Serena Williams | Győzelem      | Kim Clijsters   |
| 2004       | Győzelem        | Kim Clijsters   | 2. kör (1/32) | Tathiana Garbin | –             | –               | 4. kör (1/8)  | Nagyja Petrova  |
| 2005       |                 |                 | Győzelem      | Mary Pierce     | 1. kör (1/64) | Eléni Danjilídu | 4. kör (1/8)  | Mary Pierce     |
| 2006       | Döntő           | Amélie Mauresmo | Győzelem      | Sz. Kuznyecova  | Döntő         | Amélie Mauresmo | Döntő         | Marija Sarapova |
| 2007       | –               | –               | Győzelem      | Ana Ivanović    | 1/2 döntő     | Marion Bartoli  | Győzelem      | Sz. Kuznyecova  |
| 2008       | 1/4 döntő       | Marija Sarapova | –             | –               | –             | –               | –             | –               |
| 2009       | –               | –               | –             | –               | –             | –               | –             | –               |
| 2010       | Döntő           | Serena Williams | 4. kör (1/8)  | Samantha Stosur | 4. kör (1/8)  | Kim Clijsters   | –             | –               |
| 2011       | 3. kör (1/16)   | Sz. Kuznyecova  | –             | –               | –             | –               | –             | –               |